# Coupe de la Ligue de Gibraltar de football
La Coupe de la Ligue de Gibraltar de football, appelée aussi Premier Cup ou Senior Cup est une compétition annuelle de football disputée entre les clubs de première division de Gibraltar. Elle a aussi porté le nom de Challenge Cup.
Sa date de fondation précise n'est pas connue. Des mentions de la compétition apparaissent dès les années 1950.
Le Lincoln Red Imps serait l'équipe la plus titrée de la compétition avec dix-huit victoires revendiquées entre 1987 et 2014.
La dernière édition en date est jouée en 2014-2015 et voit la victoire du College Europa.

## Format
Jusqu'en 2015, les huit équipes prenant part à la Premier Division étaient réparties en deux groupes de quatre, chaque équipe jouant trois matchs. Les deux premiers de chaque groupe se qualifiaient alors pour les demi-finales. Les deux vainqueurs de ces demi-finales se rencontraient ensuite en finale pour désigner le vainqueur de la compétition.
Avec l'expansion de la Premier Division à dix équipes lors la saison 2015-2016, la compétition était censée être réformée en supprimant la phase de groupes pour en faire un tournoi à élimination directe sur le même modèle que la Rock Cup. Cependant, aucune édition du tournoi n'a été jouée depuis.
Les rencontres se déroulent toutes au Victoria Stadium.

## Palmarès
| Saison    | Vainqueur         | Score    | Finaliste         |
| --------- | ----------------- | -------- | ----------------- |
| 2003-2004 | Lincoln Red Imps  | 3 - 0    | Manchester 62     |
| 2004-2005 | Glacis United     |          | Lincoln Red Imps  |
| 2005-2006 | Lincoln Red Imps  | 3 - 1    | Manchester 62     |
| 2006-2007 | Lincoln Red Imps  | 4 - 0    | Saint Joseph's FC |
| 2007-2008 | Lincoln Red Imps  | 4 - 0    | Manchester 62     |
| 2008-2009 | PwC Laguna        | 3 - 2    | Lincoln Red Imps  |
| 2009-2010 | Saint Joseph's FC |          | Glacis FC         |
| 2010-2011 | Lincoln Red Imps  |          | Inconnu           |
| 2011-2012 | Lincoln Red Imps  |          | Inconnu           |
| 2013-2014 | Lincoln Red Imps  | 3 - 0    | Manchester 62     |
| 2014-2015 | Europa FC         | 2 - 1 ap | Saint Joseph's FC |